# موز زغبي
موز زغبي (الاسم العلمي:Musa hirta) هو نوع من النباتات يتبع جنس الموز من فصيلة الموزية.